# Форум (Инглвуд)
Форум (англ. The Forum), с 1988 года по 2003 год «Great Western Форум» — крытая арена, расположенная в Инглвуде, Калифорния, пригороде Лос-Анджелеса. С 2000 года по 2010 год сооружение принадлежало церкви Faithful Central Bible и использовалось для проведения церковных служб. Также сдавалось для проведения спортивных соревнований, концертов и других мероприятий.
Наибольшую известность арена получила во время выступлений здесь клуба Национальной баскетбольной ассоциации «Лос-Анджелес Лейкерс» и клуба Национальной хоккейной лиги «Лос-Анджелес Кингз» с 1967 года по 1999 год, пока команды не переехали в «Стэйплс-центр». В «Форуме» также проводили свои домашние игры «Лос-Анджелес Спаркс» из Женской национальной баскетбольной ассоциации с 1997 года по 2000 год, а также несколько спортивных команд из второстепенных лиг США.
«Форум» принимал матчи всех звёзд НБА 1972 и 1983 годов, матч всех звёзд НХЛ 1981 года, баскетбольные матчи на летних Олимпийских играх 1984 года, а также турнир конференции Big West с 1983 по 1988 год и конференции Pacific-10 в 1989 году.
В декабре 2010 года Madison Square Garden, Inc. объявила о покупке «Форума» и планах о возможной реконструкции арены.
В марте 2014 года и апреле 2015 в «Форуме» проводился Кубок мира по вольной борьбе.
24 сентября 2014 года здание было внесено в Национальный реестр исторических мест США.